# Michel Béroff
Michel Béroff (ur. 9 maja 1950 w Épinal) – francuski pianista.

## Życiorys
Ukończył konserwatorium w Nancy (1963). Następnie studiował u Yvonne Loriod w Konserwatorium Paryskim, które ukończył w 1966 roku z I nagrodą. Debiutował w 1967 roku w Paryżu, w tym samym roku otrzymał I nagrodę na Międzynarodowym Konkursie Pianistycznym im. Oliviera Messiaena w Royan.
Koncertował jako solista i kameralista, występował też jako dyrygent. Zasłynął jako wykonawca utworów W.A. Mozarta, a także twórców współczesnych: Messiaena, Bartóka, Debussy’ego, Strawinskiego, Prokofjewa.